# Schinus lentiscifolia
Schinus lentiscifolia är en sumakväxtart som beskrevs av March.. Schinus lentiscifolia ingår i släktet Schinus och familjen sumakväxter. Inga underarter finns listade i Catalogue of Life.